# Centro de Estudios "Pedro Suárez"

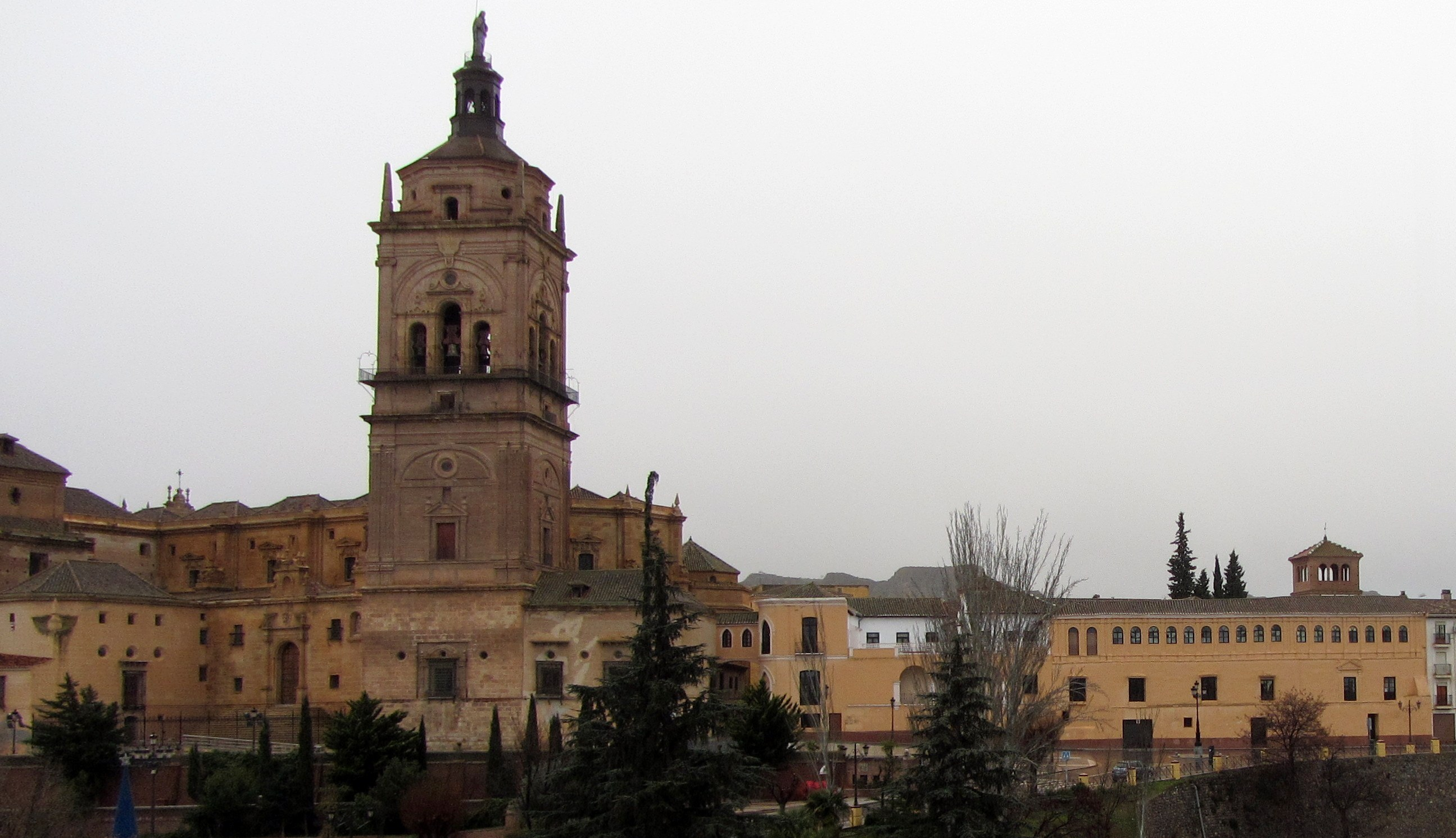
Catedral de Guadix, Palacio Episcopal y Centro de Estudios «Pedro Suárez».

El Centro de Estudios «Pedro Suárez» (CEPS) es una asociación, sin ánimo de lucro, que tiene entre sus fines colaborar en la investigación, conservación y difusión del Patrimonio Cultural del territorio que comprende la Diócesis de Guadix-Baza (Granada), propiciando y fomentando el desarrollo científico, cultural, social y económico de las comarcas de Guadix, Baza y Huéscar.

## Historia
El origen del Centro de Estudios «Pedro Suárez» se halla en un grupo de investigadores locales quienes, queriendo impulsar los trabajos que sobre la historia del Corregimiento y la Diócesis de Guadix-Baza se empezaban a realizar, decidieron constituir el Instituto de Estudios «Pedro Suárez». El 1 de marzo de 1988 quedaban aprobados sus estatutos por decreto de monseñor Ignacio Noguer Carmona, obispo de Guadix, quedando establecida su sede en el Archivo Histórico Diocesano de Guadix. Asumía la denominación de Pedro Suárez, en honor del historiador accitano autor de la Historia de el Obispado de Guadix, y Baza (Madrid, 1696); donde no sólo se trataba de la historia de ambas Iglesias, sino también la acción de sus prelados, memoria antigua y varones insignes que florecieron en sus distritos.
Queriendo adaptar su funcionamiento a la normativa reguladora del derecho de asociación, se elaboraron los nuevos estatutos que desde el 30 de octubre de 2004 rigen las actividades del Centro de Estudios «Pedro Suárez». Desde su fundación ha realizado diferentes iniciativas, entre las cuales se halla la edición del Boletín del Centro de Estudios «Pedro Suárez». Esta revista, de carácter anual fundada en 1988, contiene los resultados de la investigación que sobre el noreste de la actual provincia de Granada realizan sus colaboradores.

## Proyectos de investigación

### Proyectos realizados
- Episcopologio de Guadix (2003-2010).
- La Guerra de Independencia en las comarcas de Guadix, Baza y Huéscar (2009-2010).
- Torcuarto Ruiz del Peral (2008).

### Proyectos en curso
- Termalismo y baños (2014-Actualidad)

## Publicaciones

### Publicaciones periódicas
- Boletín del Centro de Estudios Pedro Suárez (1988-Actualidad)

### Monografías
- Asenjo, C. (1990). Episcopologio de la Iglesia accitana. Granada: Instituto de Estudios Pedro Suárez.
- Fernández, F.J. (1991). Niños Cantores de la Catedral de Guadix: un coro internacional. Granada: Instituto de Estudios Pedro Suárez.
- Fernández, F.J. (1992). Guía de Guadix. Granada: Instituto de Estudios Pedro Suárez.
- Fernández, F.J. (1998). Cinco años de Ilustración en Cuba. Granada: Instituto de Estudios Pedro Suárez.
- Fernández, F.J. (1998). El Obispado de Guadix-Baza durante el sexenio revolucionario y el reinado de Alfonso XII (1868-1885). Granada: Instituto de Estudios Pedro Suárez.
- Fernández, F.J. (2000). Nueva guía de Guadix: encrucijada de culturas. Granada: Instituto de Estudios Pedro Suárez.
- Fernández, F.J. (2001). En torno a la familia de Pedro Antonio de Alarcón y Ariza (1793-1878). Granada: Instituto de Estudios Pedro Suárez.
- Fernández, F.J. (2002). La ciudad de Cabra en la geografía de la memoria. Córdoba-Granada: CajaSur-Instituto de Estudios Pedro Suárez.
- Fernández, F.J. (2002). El Cardenal Gaspar de Ávalos y el monasterio de Santiago. Aportaciones documentales e historiográficas (siglos XVI- XX). Granada: Instituto de Estudios Pedro Suárez.
- Peralta, M.D. (2003). Las Escuelas de Pedro Poveda en las Cuevas de Guadix. Granada: Instituto de Estudios Pedro Suárez.
- Cózar, J., Garrido, C.J. (2005). La Bula de Erección de Beneficios y Oficios Parroquiales de la Diócesis de Guadix de 1505. Estudio, trascripción y traducción. Granada:  Obispado de Guadix - Centro de Estudios Pedro Suárez.

## Premios y distinciones
- 2011: Medalla al Mérito de la Real Academia de Bellas Artes de Nuestra Señora de las Angustias de Granada, "por su labor creativa, difusora y de defensa del patrimonio artístico, monumental, paisajístico y medioambiental de las comarcas de Guadix, Baza y Huéscar”.[2]